# Azione del 10 aprile 1795
L’Azione del 10 aprile 1795 fu un combattimento navale minore avvenuto nel corso delle Guerre rivoluzionarie francesi nel quale uno squadrone di fregate della marina francese venne intercettato da uno squadrone inglese al comando del contrammiraglio John Colpoys che componeva parte del blocco alla base francese di Brest, in Bretagna. Lo squadrone francese si divise davanti alla superiorità numerica degli inglesi, con tre vascelli che cercarono di evitare l'inseguimento. Una fregata, la Gloire venne inseguita dalla fregata inglese HMS Astraea e venne infine coinvolta in uno scontro. Sebbene le navi fossero della medesima grandezza, la nave inglese fu in grado di avere la meglio su quella francese in meno di un'ora.
Le altre navi francesi vennero inseguite dalla nave di linea inglese sino a quando la mattina dell'11 aprile la HMS Hannibal non catturò la fregata Gentille. La Hannibal era di poco più grande della nave francese ma il capitano avversario si arrese immediatamente prima ancora di combattere. La terza fregata francese, la Fraternité riuscì a fuggire. Dopo essersi rifocillate a Portsmouth, le navi di Colpoys tornarono alla loro posizione al largo di Brest dove mantennero il blocco per il resto dell'anno.

## Antefatto
Gran Bretagna e Francia erano in guerra da più di due anni nell'aprile del 1795, e gli inglesi erano stati in grado di mantenere molto bene la loro posizione dominante sui mari grazie alla potenza della Royal Navy che riuscì a mantenere i propri blocchi commerciali ai principali porti francesi. Il porto maggiore sulla costa atlantica era quello di Brest, in Bretagna, da dove le navi francesi attaccavano i mercantili inglesi nel Canale della Manica e nell'Atlantico occidentale. Le imbarcazioni più efficienti in questo tratto erano le fregate, veloci e leggere che potevano avere effetti devastanti sulle imbarcazioni locali. Uno dei ruoli principali degli squadroni di blocco inglesi fu quello di eliminare proprio le fregate francesi che fossero fuoriuscite dalle loro basi.
Nell'aprile del 1795, lo squadrone inglese al porto di Brest era comandato dal contrammiraglio John Colpoys che aveva sottoposte al proprio comando cinque navi di linea: la HMS London, la HMS Valiant, la HMS Colossus, la HMS Hannibal e la HMS Robust oltre alle fregate HMS Astraea e HMS Thalia. Le navi di Colpoys avevano formato un blocco operativo efficace: il 29 marzo avevano catturato la corvetta francese Jean Bart ed il giorno successivo avevano ricatturato un mercantile inglese precedentemente perso. Alle 10:00 del 10 aprile, lo squadrone inglese si stava avvicinando a Brest quando individuò tre navi ad ovest.
Colpoys immediatamente ordinò al suo squadrone di portarsi ad indagare ed alle 12:00 le navi vennero identificate come uno squadrone di fregate francesi. Le navi francesi erano la Gloire (36 cannoni), la Gentille e la Fraternité, guidate dal capitano Beens della Gloire e si stavano portando da Brest nella Baia di Biscaglia, ma nel loro viaggio erano riuscite solo a conquistare un bricco spagnolo di piccole dimensioni. Beens realizzò in breve tempo il pericolo in cui si trovava il suo squadrone e diede l'ordine alle sue navi di portarsi ad ovest, lontano dallo squadrone inglese. Ad ogni modo, venti favorevoli a Colpoys unitamente alla superiorità del suo squadrone, fecero raggiungere rapidamente a questo le fregate francesi. La prima nave inglese a iniziare lo scontro fu la HMS Colossus (74 cannoni) al comando del capitano John Monkton, che tentò di scambiare alcuni colpi a distanza con la nave francese.

## La battaglia
Notando che le sue navi erano in pericolo di essere catturate dalle navi inglesi di linea, il capitano Beens diede l'ordine al suo squadrone di separarsi. La Gentille e la Fraternité si separarono dalla Gloire verso ovest con le navi di linea HMS Hannibal e HMS Robust alle calcagna, mentre la Gloire si portò a nordovest evitando perlopiù lo squadrone inglese ad eccezione della HMS Astraea (32 cannoni) sotto il comando del capitano Lord Henry Paulet, che tentò di rimanere in contatto con la nave per tutto il pomeriggio.
Alle 18:00, Paulet riuscì a raggiungere la Gloire. Aprendo il fuoco i cannoni di Beens ricevettero la risposta e le fregate continuarono a spararsi per più di mezz'ora sin quando la Astraea non riuscì lentamente ad avere la meglio. Alle 22:30, Paulet fu infine sufficientemente vicino alla propria preda da porre la Astraea a fianco della Gloire in un combattimento che durò 58 minuti in tutto, con Paulet che si concentrò sul fianco della nave nemica. La Gloire era molto più grande della Astraea, sia per peso sia per numero di cannoni, e la battaglia fu fiera: Beens ebbe una ferita alla testa e tutti e tre gli alberi della Astraea ebbero danni seri, al punto che l'albero maestro crollò infine. Ad ogni modo alle 23:28, con due navi inglesi all'orizzonte, Beens decise di arrendere la sua nave a Paulet.
Entrambe le navi avevano subito pesanti danni, in particolare la Astraea il cui albero maestro richiedeva urgenti riparazioni, mentre la Gloire aveva pure subito pesanti danni alla chiglia. La nave francese aveva inoltre riportato pesanti perdite, con 40 tra morti e feriti tra cui il capitano. Per contro, la Astraea non aveva perso un sol uomo, ad eccezione di uno degli otto feriti che morì in seguito all'azione. Paulet effettuò le riparazioni necessarie in entrambe le navi e diede temporaneamente il comando della Gloire al tenente John Talbot, che venne poi promosso di grado. Egli si occupò di portare entrambe le navi a Portsmouth, dove Colpoys ricostruì poi lo squadrone inglese.

## Conseguenze
Fu durante il suo viaggio verso l'Isola di Wight che Colpoys seppe dal capitano Edward Thornbrough della Robust che la Hannibal era riuscita a catturare la fregata francese Gentille la mattina dell'11 aprile. Il capitano francese si era arreso senza combattere solo vedendo le preponderanti forze inglesi. In risposta, il capitano della Hannibal, John Markham, ebbe modo di affermare che "la Hannibal naviga come una strega". La Hannibal si unì poi alla Robust nella caccia alla Fraternité, riuscendo a sparare diversi colpi alla nave francese. Dopo diversi giorni di caccia, il capitano della Fraternité alleggerì la sua nave gettando a mare i cannoni ed il contenuto della sua stiva e riuscì a fuggire, riunendosi poi alla flotta di Brest e prendendo parte ad altre campagne successive. Sia la Gloire che la Gentille vennero acquisite dalla Royal Navy. Nessuna delle due navi vessava ad ogni modo in buone condizioni e nessuna delle due ebbe un lungo servizio nella flotta inglese. Colpoys tornò al blocco di Brest col suo squadrone dopo un breve rifornimento a Portsmouth, rimanendo al largo del porto per il resto dell'anno.